# Ernie Collett
Ernie Collett, född 3 mars 1895 i Toronto, död 21 december 1951 i Toronto, var en kanadensisk ishockeyspelare. Han blev olympisk guldmedaljör i Chamonix 1924.

## Meriter
- OS-guld 1924